# Двобалковий літак

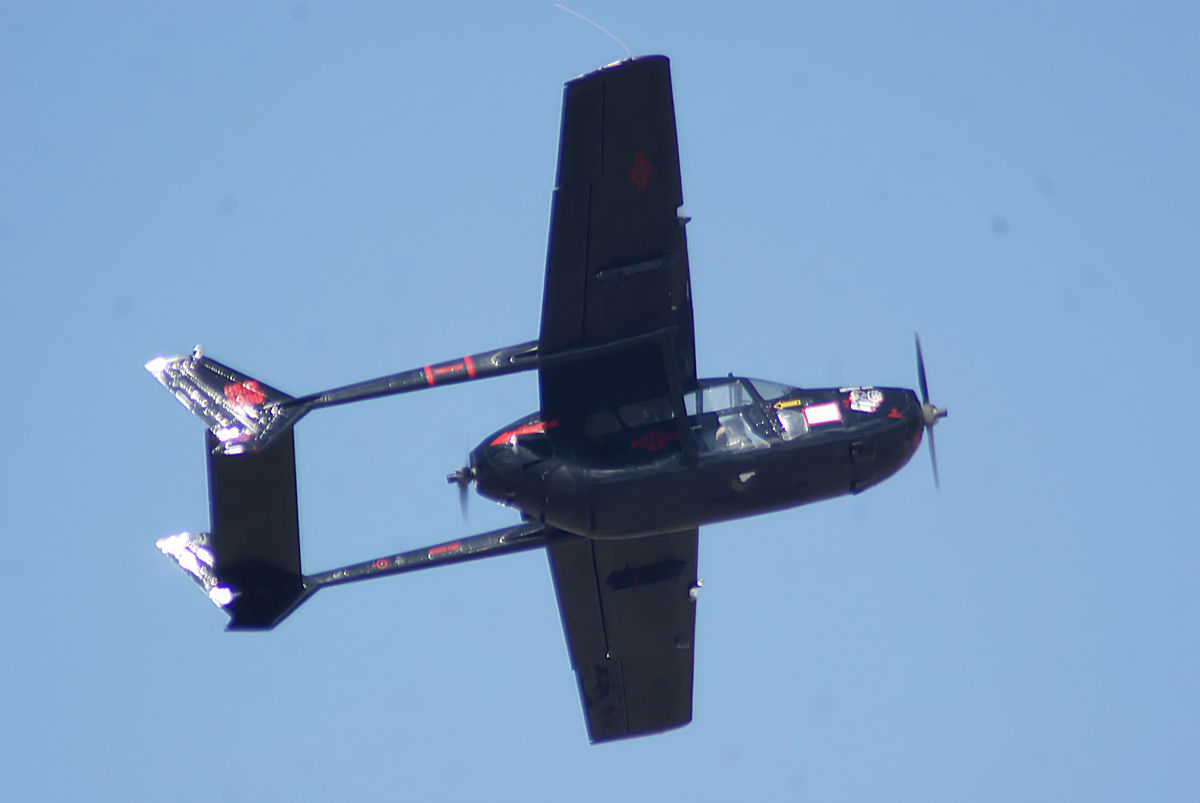
Cessna Skymaster

Двобалковий літак — це літак який має таку хвостову частину, що складається з двох кілів, кожен з яких розміщується на окремій балці, що зазвичай з'єднується з крилом. Кілі часто з'єднуються цілісним стабілізатором. Двобалкова конструкція літального апарата відрізняється від двофюзеляжної тим, що у двобалкова має центральний фюзеляж.

## Переваги
Така конструкція дозволяє розмістити в задній частині фюзеляжу:
- Люк як в Fairchild C-119 Flying Boxcar
- Двигун та гвинт у вигідному місці як у De Havilland DH.100 Vampire та великої кількості БПЛА
- Турель для стрільби з задньої півсфери як в Focke-Wulf Fw 189 Uhu

Також конструкція поліпшує аеродинамічну схему для літаків із двома двигунами як в Lockheed P-38 Lightning або Northrop P-61 Black Widow
У деяких, наприклад як в експериментальному літаку Virgin Atlantic GlobalFlyer збільшує жорсткість конструкції та внутрішнього об'єму.

## Приклади

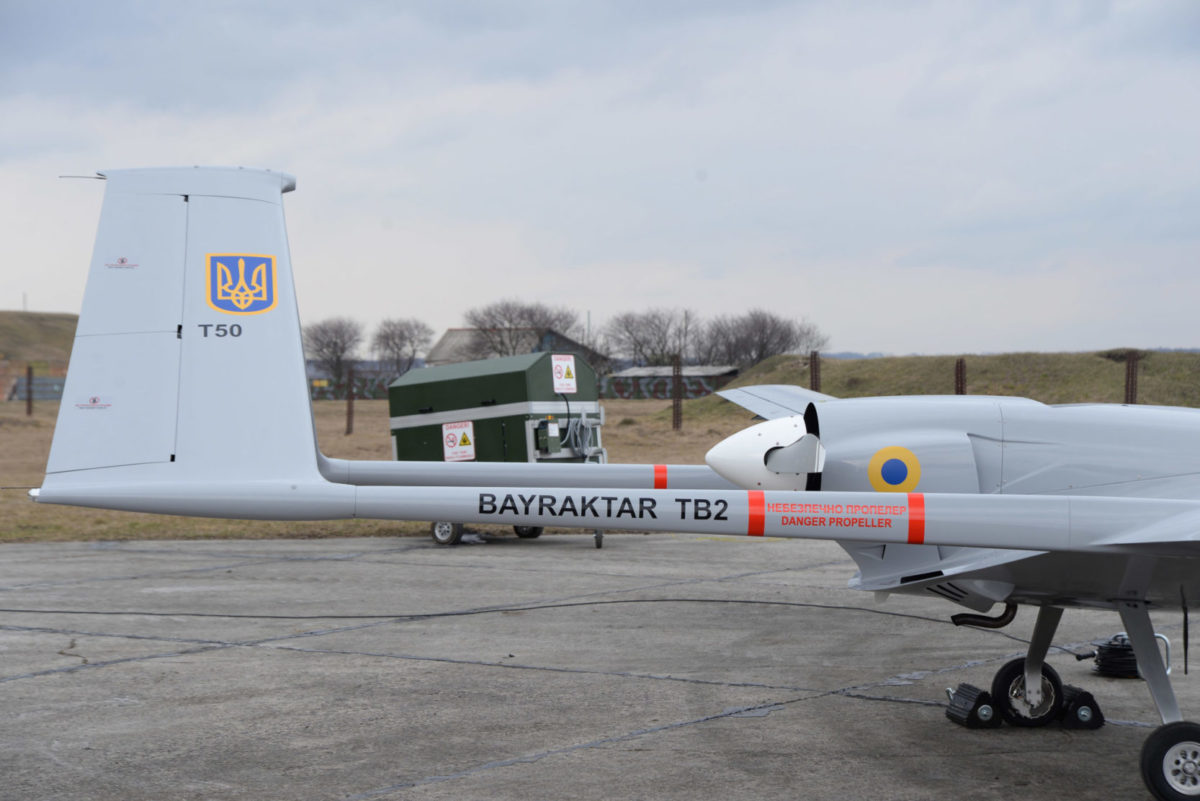
Хвостова частина Bayraktar TB2 з'єднується за допомогою балок, що з'єднутьєся з крилом

Схема дуже популярна серед безпілотних літальних апаратів. Відомі приклади БПЛА, що мають таку конструкцію є Bayraktar TB2, а також PD-1, PD-2.

### Літаки
- Cessna Skymaster
- De Havilland Vampire
- F-82 Twin Mustang
- Focke-Wulf Fw 189 Uhu
- P-38 Lightning